# Phycinae
PHYCINAE kan een onderfamilie zijn van de kabeljauwen, al wordt deze veeleer beschouwd als familie: PHYCIDAE.
Ooit is een naam met dezelfde spelling gepubliceerd voor een onderfamilie van de viltvliegen, maar die naam is gecorrigeerd naar PHYCUSINAE.